# Движки (Ельский район)
Движки (бел. Дзвіжкі) — деревня в Ремезовском сельсовете Ельского района Гомельской области Беларуси.

## География

### Расположение
В 6 км на запад от районного центра и железнодорожной станции Ельск (на линии Калинковичи — Овруч), в 183 км от Гомеля.

## Гидрография
На севере и востоке мелиоративные каналы.

## Транспортная сеть
На автомобильной дороге Махновичи — Ельск. Планировка состоит из 2 прямолинейных почти широтных улиц, к одной из которых присоединяются две короткие улицы. Застроена двусторонне деревянными домами усадебного типа.

## История
По письменным источникам известна с XVIII века как деревня в Мозырском повете Минского воеводства Великого княжества Литовского После 2-го раздела Речи Посполитой (1793 год) в составе Российской империи. В 1795 году в Мозырском уездеМинской губернии. В 1879 году упоминается как селение в Ремезовском церковном приходе. Согласно переписи 1897 года располагался хлебозапасный магазин. В 1908 году в Королинской волости. В 1909 году в наёмном доме открыта школа, а в 1923 году для неё построено здание.
В 1921 году рядом находился застенок Движевский и посёлок лесообрабатывающего завода. В 1930 году создан колхоз «Новые Движки», работали конная круподробилка и кузница. Застенок в 1930-х годах был присоединён к деревне. Во время Великой Отечественной войны в июле 1942 года оккупанты убили 16 жителей. Освобождена 9 января 1944 года. На фронтах погибли 75 жителей. В 1959 году в составе совхоза «Ельский» (центр — город Ельск). Размещены отделение связи, клуб, девятилетняя школа, библиотека, фельдшерско-акушерский пункт, детский сад.
До 16 декабря 2009 года в составе Богутичского сельсовета.

## Население

### Численность
- 2004 год — 201 хозяйство, 499 жителей.

### Динамика
- 1795 год — 35 дворов, 272 жителя.
- 1834 год — 38 дворов.
- 1897 год — 78 дворов, 510 жителей (согласно переписи).
- 1908 год — 103 двора, 636 жителей.
- 1921 год — 228 дворов, 1076 жителей; в застенке — 25 дворов, 114 жителей; в посёлке — 16 дворов.
- 1940 год — 237 дворов, 736 жителей.
- 1959 год — 972 жителя (согласно переписи).
- 2004 год — 201 хозяйство, 499 жителей.

## Достопримечательность
- Памятник погибших мирных жителей деревни Ремезы и Движки (ул. Советская в д. Движки)

## Известные уроженцы
- Алексей Родионович Петрухно — белорусский художник